# Repton (Derbyshire)
Repton è un villaggio e parrocchia civile dell'Inghilterra, appartenente alla contea del Derbyshire.